# Gmina Knyszyn
Gmina Knyszyn je polská městsko-vesnická gmina v okrese Mońki v Podleském vojvodství. Sídlem gminy je město Knyszyn.

## Vesnice a osady
Ke gmině kromě města Knyszyn patří 19 vesnic a osad. Pod městsko-venkovskou gminu Knyszyn (celkem 4 965 obyvatel) spadají kromě samotného města Knyszyn následující místa:
- Vesnice – Chobotki, Czechowizna, Grądy, Guzy, Jaskra, Kalinówka Kościelna, Lewonie, Nowiny Kasjerskie, Nowiny-Zdroje, Ogrodniki, Poniklica, Wodziłówka, Wojtówce, Zofiówka.

- Osady – Knyszyn-Cisówka, Knyszyn-Zamek, Prostki, Stoczek.